# Glossaire du go
Cette page contient des caractères spéciaux ou non latins. S’ils s’affichent mal (▯, ?, etc.), consultez la page d’aide Unicode.

Forme cursive du kanji de « go »

Le go est originaire de Chine, mais le Japon a été principalement la source du développement international du jeu au XXe siècle. La terminologie du go actuellement utilisée dans les langues occidentales (dont le français) hérita donc du japonais.
La théorie du go dispose en japonais d'un grand nombre de termes techniques spécifiques, et comme la plupart ne possède pas d'équivalent en français, on utilise en général directement le terme japonais. Cependant, les joueurs anglo-saxons ont fait un important effort de traduction de ces termes, qui a été souvent calqué par les joueurs français (par exemple par Motoki Noguchi) ; en 2004, un universitaire coréen, Chiyung Nam, a publié un lexique en quatre langues, Contemporary Go Terms (Oromedia), donnant non seulement des traductions précises, mais des exemples de l'utilisation de ces termes.

## Termes généraux
- Byo yomi : désigne le décompte de temps à la fin d'une partie
- Dan : niveau d'un joueur fort qui va de premier à neuvième dan
- Goban : plateau quadrillé pour jouer au go
- Insei : apprentis professionnels
- Kifu : enregistrement d'une partie sur un papier quadrillé représentant un goban
- Komi : points donnés à Blanc en début de partie pour compenser son handicap du fait qu'il joue en second
- Kyū : niveau d'un joueur moyen qui va de trentième kyu à premier kyu
- Nigiri : tirage au sort traditionnel pour déterminer quel joueur commence à jouer
- Tsumego : problème de go, spécifiquement problème de vie et de mort
- Jigo : partie nulle
- Manego : partie symétrique

## Concepts généraux
- Aji : « arrière-goût » ; potentiel de nuisance restant dans une position.
- Atari : situation d'un groupe de pierres ne possédant plus qu'une seule liberté (et donc susceptible d'une prise immédiate)
- Compter : calculer le nombre de libertés restantes pour un groupe ; calculer le nombre de points respectif des joueurs
- Dame : libertés d'un groupe de pierres ; intersection ne valant pas de point
- Gote : séquence qui fait perdre l'initiative au joueur qui l'a commencée
- Hamete : coup d'arnaque, piège tendu à l'adversaire
- Influence : conséquences vers l'extérieur de la solidité d'une position
- Ko :  configuration qui pourrait se répéter indéfiniment sans l'ajout de la règle du ko
- Lecture : visualisation mentale de séquences plus ou moins longues et complexes
- Miai : se dit de coups équivalents tels que si un joueur joue l'un, l'autre joueur joue l'autre.
- Moyo : territoire potentiel
- Mur : pierres alignées exerçant une influence sur une zone
- Oba : grand point stratégique
- Œil : espace vide complètement entouré par un groupe
- Prisonnier : pierre capturée par un joueur et mise de côté pour compter les points
- Seki : « vie mutuelle » en japonais ; forme de vie particulière, sans les deux yeux usuels, mais où jouer un coup implique de se faire capturer.
- Semeai : course aux libertés (entre deux groupes non stabilisés)
- Sente : séquence qui permet au joueur qui l'a commencée de garder l'initiative.
- Séquence : enchaînement de coups
- Territoire : espace entouré par les pierres d'un joueur
- Tesuji : coup astucieux, permettant d'obtenir un avantage par rapport au coup "normal"
- Tewari : méthode d'analyse rétrospective de l'efficacité des coups, en échangeant leur ordre de jeu
- Vivre : rendre un groupe de pierres incapturable, en créant deux yeux ou par seki
- Yosu miru : sondage de réaction, coup obligeant l'adversaire à choisir (prématurément) une direction de jeu.

## Points particuliers du goban
- Hoshi : 9 points particuliers du goban marqués d'un point noir épais (ce sont les points 4-4 dans les coins, 4-10 sur les bords, et le Tengen)
- Komoku : point 3-4 ou 4-3 dans un coin
- Mokuhazushi : point 3-5 ou 5-3 dans un coin
- San-san : point 3-3 dans un coin, intervenant beaucoup dans les problèmes de vie et de mort des coins
- Takamoku : point 4-5 ou 5-4 dans un coin
- Tengen : point au centre du goban

## Déroulement de la partie
- Fuseki : début de la partie
- Joseki : séquence classique considérée comme équilibrée pour les deux joueurs, jouée le plus souvent en début de partie dans les coins.
- Kakari : approche d'un coin adverse en début de partie.
- Chuban : milieu de partie
- Yose : fin de partie, en particulier phase de fermeture des frontières

## Formes des pierres
- Angle vide : trois pierres collées formant un coude autour d'une intersection vide, forme réputée mauvaise car inefficace
- Dos de tortue : forme laissée après la capture d'un nobi ennemi (six pierres autour de deux intersections vides). Proverbe : un dos de tortue vaut soixante points
- Forme lourde et Forme légère : caractéristiques des formes concernant le nombre de libertés et la faciliter à vivre ou fuir
- Hane : « coup joué en diagonale, sur un point adjacent à des pièces adverses »[1]
- Keima : coup par rapport à une pierre amie, avec un déplacement similaire au cavalier d'échec. Il existe le petit keima (kogeima) et le grand keima (ogeima)
- Kikashi : coup entraînant une réponse unique et souvent forcée ; voir Kikashi
- Kosumi : coup en diagonale par rapport à une pierre amie
- Nœud de bambou : forme particulière de deux pierres alignées face à deux autres pierres alignées
- Nobi : « grandir », coup prolongeant une pierre amie
- Œil d'éléphant : intersection au centre d'un saut diagonal de deux espaces
- Ponnuki : forme laissée après la capture d'une seule pierre ennemie (quatre pierres autour d'une intersection vide). Proverbe : un ponnuki vaut trente points
- Shimari : « position de renforcement d'un coin avec deux pierres »[2] (verrou de coin).
- Tobi : saut d'une ou deux intersections en ligne droite par rapport à une pierre amie
- Tsuke : action de jouer au contact d'une pierre adverse

## Coups utilisés au combat
- Briseur de Shichō : pierre empêchant l'adversaire de capturer en Shichō
- Cross-cut (coupe croisée, double coupe) : « coupe mutuelle de quatre pierres en forme de croix »[3]
- Damezumari : situation d'un groupe de pierres en manque de libertés
- Geta : "sabot", technique de capture
- Glissade du singe : coup de yose
- Hasami (go) : prise en tenaille
- Honte : Coup "authentique" au sens de simple et efficace
- Horikomi (kake uchi, jeter dedans): « sacrifice pour réduire les libertés adverses »[4].
- Ishinoshita : "jeu sous les pierres", technique rare de tsumego consistant à exploiter une coupe subsistant à l'intérieur de l'espace entouré par un groupe après une capture.
- Kakari : "approche" d'une pierre du coin
- Nakade : "jouer au milieu", technique élémentaire de tsumego consistant, pour tuer un groupe (en l'empêchant de former deux yeux), à jouer à son point vital ou à rejouer à l'intérieur après une capture.
- Sagari : "descente", coup permettant de gagner des libertés
- Shibori : "essorage", technique de sacrifice permettant de prendre une bonne forme
- Shichō : "escalier", technique de capture
- Snap-back (uttegaeschi , "prise en retour") : technique de capture[4].
- Techu : "béton", sagari renforçant un point sensible
- Tenuki (en) : faire tenuki, c'est suspendre une séquence locale pour jouer ailleurs
- Tsugi : connexion. Le terme japonais est rarement employé et on utilise en général les termes français "connexion" ou "connecter".

## Termes japonais précisant les coups
- Ikken : "proche", correspondant à un saut d'une intersection
- Niken : "loin", correspondant à un saut de deux intersectons
- Taka : "haut", correspondant souvent à la 4e ligne

## Sept principaux titres japonais
- Kisei (棋聖, きせい)
- Meijin (名人, めいじん)
- Honinbō (本因坊, ほんいんぼう)
- Jūdan (十段, じゅうだん)
- Tengen (天元, てんげん)
- Oza (王座, おうざ)
- Gosei (碁聖, ごせい)

## Sources
- Fédération française de go, « Dictionnaire du go », sur jeudego.org
- (en) Chiyung Nam, Contemporary Go Terms (Definitions and Translations), Oromedia, 2004.